# Onthophagus transquadridentatus
Onthophagus transquadridentatus är en skalbaggsart som beskrevs av Scheuern 1995. Onthophagus transquadridentatus ingår i släktet Onthophagus och familjen bladhorningar. Inga underarter finns listade i Catalogue of Life.